# 深坑端
深坑端為國道三號甲線（臺北聯絡線）的終點，位於新北市深坑區，指標為6k。連接文山路與新光路，可通往石碇區與臺北市木柵。

## 周邊設施與景點
- 東南科技大學
- 深坑老街